# 康里维山
康里维山，元朝大臣，祖先出自康里部。不忽木的孙子，康里巎巎的儿子。
维山材质清劭，在禁宫中侍卫，被起任为崇文监丞，后来擢升为给事中，再升任为同佥太常礼仪院事，后官至崇文太监，在任上去世。